# Атлантозатылочный сустав
Атлантозатылочный сустав (лат. Articulatio atlantooccipitalis) — сустав, образованный двумя мыщелками затылочной кости и верхними суставными ямками атланта.

## Анатомия
Атлантозатылочный сустав образован мыщелками затылочной кости (лат. condyli occipitales) и верхними суставными ямками атланта (лат. fovea articulares superior). Вспомогательными связками данного сустава являются:
1. Передняя атлантозатылочная мембрана (лат. Membrana atlantooccipitalis anterior), которая натягивается между передним краем большого затылочного отверстия и верхним краем передней дуги атланта. Позади неё расположена передняя атлантозатылочная связка (лат. ligamentum atlantooccipitalis anterior) натянутая между затылочной костью и средней частью передней дуги атланта;
2. Задняя атлантозатылочная мембрана (лат. Membrana atlantooccipitalis posterior) расположена между задним краем затылочного отверстия и верхним краем задней дуги I шейного позвонка. В мембране находится отверстие, через которое проходят нервы и позвоночная артерия.

## Биомеханика
Обе пары сочленяющихся поверхностей заключены в суставные капсулы. Движения в обоих суставах происходят одновременно. В атлантозатылочных суставах осуществляются движения в двух проекциях — кивательные, то есть сгибание и разгибание головы вперёд-назад и наклоны головы вправо-влево. Данные образования в норме обеспечивают 23°—24,5° сгибания головы и 3,4°—5,5° её наклонов в стороны.